# Porrogszentkirály
Porrogszentkirály is een plaats (község) en gemeente in het Hongaarse comitaat Somogy. Porrogszentkirály telt 356 inwoners (2001).